# Кузнецов, Юрий Николаевич (писатель)
Ю́рий Никола́евич Кузнецо́в (род. 4 февраля 1950) — русский детский писатель

, автор цикла повестей «Лабиринты Волшебного мира», начинавшегося как продолжение сказки Александра Волкова «Тайна заброшенного замка».

## Биография
Родился в городе Анжеро-Судженске Кемеровской области в семье рабочих. Детство провёл в деревне Никифорово Тутаевского района Ярославской области. Окончил радиотехнический факультет Горьковского политехнического института в 1972 году.
Работал во ВНИИ экспериментальной физики в Арзамасе-16 с 1972 года, затем на предприятиях Ярославля: с 1974 года — в конструкторском бюро радиоприборов, с 1981 года — в Проектно-технологическом НИИ. Был членом КПСС с 1978 года. В 1992 году основал малое предприятие ЗАО «Ангстрем-ИП», занимающееся разработкой и производством аппаратуры для поиска мест повреждений подземных электрических кабелей.
С 2011 года живёт в подмосковном городе Реутове.

## Творчество
В конце 1980-х — начале 1990-х годов написал четыре повести цикла «Рамерия» — продолжения сказки «Тайна заброшенного замка» Александра Волкова, чьим творчеством увлекался ещё в детстве. Первая повесть выросла из фантазий автора со своей маленькой дочерью, какими могли бы быть дальнейшие приключения героев из Волшебной страны. Кузнецов пытался связаться с Волковым, но оказалось, что тот умер ещё в 1977 году, тогда он встретился с иллюстратором книг Волкова Леонидом Владимирским, который одобрил появление продолжений. В отличие от оригинальных сказок, книги Кузнецова близки научному фэнтези.
В 1992 году сказки Кузнецова под заглавием «Изумрудный дождь и другие повести» были изданы большим тиражом в ярославском издательстве «Нюанс». В следующем году там же вышло их второе, отредактированное издание: по словам автора, прежде всего были переработаны чрезмерные техницизмы, за которые его критиковали читатели. Иллюстратором книги стала художница из Вологды Ольга Бороздина, работавшая в стиле, схожем с манерой Владимирского. В 1994—1995 годах повести были изданы лейпцигским издательством «LeiV» на немецком языке — как часть юбилейного издания серии книг Александра Волкова, а в 1996 году «LeiV» выпустило пятую повесть «Возвращение Арахны». После этого Кузнецов отошёл от творчества, занимаясь своей фирмой. В 2000—2001 годах «Нюанс» выпустил переиздание первых четырёх повестей и первое русское издание «Возвращения Арахны», значительно переработанное по сравнению с немецким.
После переезда в Реутов в 2011 году Кузнецов вернулся к творчеству. В 2014—2016 годах вышли переиздания старых и ряд новых повестей-сказок, составивших цикл «Лабиринты Волшебного мира». Цикл в 2016 году стал лауреатом Премии имени Леонида Панасенко «Планета Крым».
Действие в книгах Кузнецова происходит в системе параллельных миров, Волшебная страна Волкова и Земля являются всего лишь одними из них, наряду с оригинальными мирами автора, среди которых планета параллельного мира Рамерия, планета антимира Ирэна, населённая разумными динозаврами планета «встречного мира» Биармия. Герои Кузнецова путешествуют по этим мирам через порталы-лабиринты.

## Сочинения
Цикл «Лабиринты Волшебного мира» (повести-сказки)
1. «Изумрудный дождь» (1992)
2. «Жемчужина Халиотиса» (1992)
3. «Привидения из Элминга» (1992)
4. «Пленники кораллового рифа» (1992)
5. «Карена — повелительница гномов» (1996)
6. «Возвращение Арахны» (1996)
7. «Лох-несская красавица» (2015)
8. «Жёлтый Дру и его кусаки» (2015)
9. «Там, где встречаются миры» (2015)
10. «Змеиный курган» (2015)
11. «Страна Ква» (2015)
12. «Страна Семи пещер» (2015)
13. «Колдуньи и волшебницы» (2015)
14. «Дух по имени Мос Ква» (2016)
15. «Странные страны» (2016)

Цикл «Лабиринты Биармии»
1. «Аты, баты, гравилаты» (2015)
2. «Те, кто живут у солёной воды» (2015)
3. «О чём молчали амфибии» (2015)
4. «Два кольца и медвежья лапа» (2015)
5. «Живая радуга» (2015)
6. «Лабиринты Биармии» (2015)

Прочее
- «Не сказки» (автобиографические и фантастические рассказы, стихи, 2016)

## Издания
- Изумрудный дождь и другие повести: [повести-сказки] / Предисл. Л. Владимирского; худож. Б. Холмовский. — Ярославль: Нюанс, 1992. — 432 с. — 100000 экз. [Содерж.: Изумрудный дождь; Жемчужина Халиотиса; Привидения из Элминга; Пленники караллового рифа].
- Изумрудный дождь: [повести-сказки] / Предисл. Л. Владимирского; худож. О. Бороздина. — 2-е изд., перераб. — Ярославль: Нюанс, 1993. — 368 с. — 75000 экз. — Содерж.: Изумрудный дождь; Жемчужина Халиотиса; Привидения из Элминга; Пленники караллового рифа. ISBN 5-88610-007-5
- Jurij Kusnezow. Der Smaragdenregen / Аus dem Russischen von Aljona Mockel, einbandgestaltung Leonid Vladimirski, illustrationen von Olga Borosdina. — Leipzig: LeiV Buchhandels- und Verlagsanstalt GmbH, 1994. — 215 S. ISBN 978-3-928885-75-1 (früher: ISBN 3-928885-75-8) (нем.)
- Jurij Kusnezow. Die Gefangenen des Korallenriffs / Аus dem Russischen von Aljona Mockel, einbandgestaltung Leonid Vladimirski, illustrationen von Olga Borosdina. — Leipzig: LeiV Buchhandels- und Verlagsanstalt GmbH, 1995. — 228 S. ISBN 978-3-928885-79-9 (früher: ISBN 3-928885-79-0) (нем.)
- Jurij Kusnezow. Die Riesin Arachna / Аus dem Russischen von Aljona Mockel, einbandgestaltung Leonid Vladimirski, illustrationen von Hans-E.Ernst. — Leipzig: LeiV Buchhandels- und Verlagsanstalt GmbH, 1996. — 191 S. ISBN 978-3-928885-98-0 (früher: ISBN 3-928885-98-7) (нем.)
- Изумрудный дождь: [повесть-сказка] / [Худож. О. Бороздина]. — Ярославль: Нюанс, 2000. — 192 с. — 5000 экз. — Содерж. также: Жемчужина Халиотиса. ISBN 5-88610-049-0
- Пленники кораллового рифа: [повесть-сказка] / [Худож. О. Бороздина]. — Ярославль: Нюанс, 2001. — 192 с. — 5000 экз. — Содерж. также: Привидения из Элминга. ISBN 5-88610-114-4
- Возвращение Арахны: [повесть-сказка] / [Худож. О. Бороздина]. — Ярославль: Нюанс, 2001. — 160 с. — 5000 экз. ISBN 5-88610-048-2
- Лох-несская красавица: [сказочные повести] / Худож. Dennis Anfuso. — Ярославль: ИПК «Индиго», 2014. — 216 с.
- Изумрудный дождь: [сказочные повести] / Худож. О. Бороздина. — Ярославль: ИПК «Индиго», 2015. — 254 с.
- Лабиринты Волшебного мира. Т. 1. Возвращение Арахны: [повести-сказки] / Худож. О. Бороздина. — М.: Продюсерский центр Александра Гриценко, 2015. — 468 с. — 5000 экз. — (Современники и классики) ISBN 978-5-906784-03-2 [Содержание: «Изумрудный дождь», «Жемчужина Халиотиса», «Привидения из Элминга», «Пленники кораллового рифа», «Карена — повелительница гномов», «Возвращение Арахны»].
- Лабиринты Волшебного мира. Т. 2. Аты, баты, гравилаты: [повести-сказки] / Худож. В. Коновалов, И. Бунькова, О. Бороздина. — М.: Продюсерский центр Александра Гриценко, 2015. — 432 с. — (Современники и классики) ISBN 978-5-906784-04-9 [Содержание: «Аты, баты, гравилаты», «Те, кто живут у солёной воды», «О чём молчали амфибии», «Два кольца и медвежья лапа», «Живая радуга», «Лабиринты Биармии»].
- Лабиринты Волшебного мира. Т. 3. Лох-несская красавица: [повести-сказки] / Худож. D. Anfuso, И. Бунькова. — М.: Продюсерский центр Александра Гриценко, 2015. — 470 с. — 5000 экз. — (Современники и классики) ISBN 978-5-906784-05-6 [Содержание: «Лох-несская красавица», «Жёлтый Дру и его кусаки», «Там, где встречаются миры», «Змеиный курган», «Страна Ква», «Страна Семи пещер», «Колдуньи и волшебницы»].
- Не сказки: [автобиографические и фантастические рассказы, стихи]. — ЛитРес, 2016. — 80 с. — (Таврида) ISBN 978-5-906829-52-8 [электронное издание]
- Дух по имени Мос Ква: [повесть-сказка]. — М.: Союз писателей, 2016. — 284 с. — (Библиотека современной прозы). ISBN 978-5-00-073379-0
- [Лабиринты Волшебного мира: в 8 томах]. — Севастополь: Шико-Севастополь, 2016—. [Содержание: первые 16 повестей по две повести на том; вышли первые 3 тома].
- Странные страны. — Новокузнецк: Союз писателей. — 2016. — 208 с. ISBN 978-5-00-073359-2